# 33-тя гренадерська дивізія СС «Шарлемань» (1-ша французька)
33-тя гренадерська дивізія СС «Шарлемань» (1-ша французька) (нім. 33. Waffen-Grenadier-Division der SS „Charlemagne“ (französische Nr. 1), фр. 33. Waffen-Grenadier-Division der SS Charlemagne (französische Nr. 1) — з'єднання, гренадерська дивізія в складі військ Ваффен-СС Третього Рейху, що брала участь у бойових діях наприкінці Другої світової війни.

## Історія з'єднання
Основою для цієї дивізії послужила 7-ма гренадерська бригада військ СС, створена в 1943 році. У 1944 році в бригаду зі складу вермахту був переданий 638-й піхотний полк (французький). 10 лютого 1945 року на основі цієї бригади в навчальному центрі Вільдфлекен була сформована французька дивізія СС. В її складі було 7340 чоловік, з яких 1000 були есесівцями з бригади, 1200 колишніми військовослужбовцями французького полку в вермахті, 2500 вішистських поліцаїв, 640 французів з німецьких ВМС і 2000 чинами ВІД (організації Тодта) і НСКК (націонал-соціалістичного автомобільного корпусу). Свою назву "Шарлемань" отримала на честь імені імператора Франкської імперії Карла Великого (742-814 рр.). У складі дивізії було два колишніх бригадних полка (57 і 58-й), артилерійське з'єднання, шість допоміжних рот, дві штабні роти, навчально-запасний і польовий запасний батальйони.

## Командування

### Командири
- Оберфюрер військ СС Едгар Пюо (10 лютого — 5 березня 1945)
- Бригадефюрер СС і генерал-майор військ СС д-р Густав Крукенберг (5 березня — 25 квітня 1945)
- Штандартенфюрер СС Вальтер Ціммерманн (25 квітня — 2 травня 1945)

## Капелани Дивізії
- о. Жан де Майоль

## Райони бойових дій
- Німеччина (грудень 1944 — травень 1945).

## Кавалери Лицарського хреста Залізного хреста (4)
- Франсуа Аполло — легіон-унтершарфюрер СС, командир взводу дивізійної бойової школи (29 квітня 1945).
- Ежен Вало — легіон-унтершарфюрер СС, командир взводу (29 квітня 1945).
- Вільгельм Вебер — оберштурмфюрер СС, командир дивізійної бойової школи (29 квітня 1945).
- Анрі-Жозеф Фене — гауптштурмфюрер військ СС, командир штурмового батальйону СС (29 квітня 1945).